# Омельник (притока Дніпра, Дніпропетровська область)
Оме́льник (Оме́льник другий) — річка в Україні, в межах Олександрійського району Кіровоградської області та Кам'янського району Дніпропетровської області. Права притока Дніпра (басейн Чорного моря). 

## Опис
Довжина 63 км, площа басейну 874 км². Річка рівнинного типу. Пересічна ширина русла 10 м. Долина порівняно глибока, завширшки до 3 км, сильно порізана ярами і балками, пригирлова частина долини затоплена водами Кам'янського водосховища. Заплава поросла лучною рослинністю, місцями заболочена. Річище звивисте, є багато меандрів і стариць, декілька заплавних озер. Влітку річка дуже пересихає, місцями не має постійного водотоку. Споруджено декілька ставків (переважно у верхній течії). 

## Розташування
Омельник бере початок на захід від села Братське. Тече спершу на схід, далі на південний схід, від села Володимирівка до гирла тече переважно на північний схід. Впадає до Дніпра (у Кам'янське водосховище) на захід від села Дніпровокам'янка. 
Над річкою розташоване смт Лихівка і декілька сіл.

## Етимологія назви
Назву виводять від омели — напівпаразитичних рослин родини омелевих, яких багато росте на берегах річки. Назва утворена від основи прикметника омельний за допомогою суфікса -ик.